# Xylota ejuncida
Xylota ejuncida är en tvåvingeart som beskrevs av Thomas Say 1824. Xylota ejuncida ingår i släktet vedblomflugor, och familjen blomflugor. Inga underarter finns listade i Catalogue of Life.